# Кілеватий вуж оливковий
Кілеватий вуж оливковий (Atretium schistosum) — неотруйна змія з роду Кілеватий вуж родини вужеві.

## Опис
загальна довжина коливається від 50 до 87 см. Голова невелика. Морда заокруглена. Очі розташовані близько до морди. Тулуб стиснутий з боків, кремезний з кілеватою лускою, яка находить одна на одну. На тулубі є 19 рядків луски, яка масивніша у задній частині тулуба та на хвості. Є 129—157 вентральних щитків, 55—85 розділених підхвостових щитків, 1 анальний розділений щиток.
Забарвлення спини оливково—коричневе або зеленувато—сіре. Уздовж тулуба розташована темні плями у 2 рядки. Черево жовте, помаранчеве або біле.

## Спосіб життя
Полюбляє вологі місцини, узбережжя, рівнини, сільськогосподарські угіддя. Добре плаває. Активний вдень. Живиться жабами, пуголовками, крабами, креветками, рибою, водними комахами.
Це яйцекладна змія. У грудні—квітні самиця відкладає 10—32 яєць.

## Розповсюдження
Мешкає у Непалі, на о.Шрі-Ланка, у штатах Індії: Уттар-Прадеш, Карнатака, Андхра-Прадеш, Керала, Тамілнаду.